# Ilmenit
Ilmenit är ett svart glänsande mineral med sammansättningen FeTiO3. Det är ett medelhårt, svagt magnetiskt mineral. Ett föråldrat namn är titanjärn. Ilmenit är den viktigaste malmen av titan och den huvudsakliga källan till titandioxid, som används i färger, tryckfärger, tyger, plast, papper, solskyddsmedel, mat och kosmetika.

## Struktur och egenskaper
Ilmenit är ett tungt (specifik vikt 4,7), måttligt hårt (Mohs hårdhet 5,6 till 6), ogenomskinligt svart mineral med en submetallisk lyster. Den är nästan alltid massiv, med tjocka skivformade kristaller som är ganska sällsynta. Den visar ingen urskiljbar klyvning, utan går istället av med ett konkoidalt till ojämnt brott.
Ilmenit kristalliseras i det trigonala systemet med rymdgruppen R3. Ilmenitkristallstrukturen består av ett ordnat derivat av korundstrukturen; i korund är alla katjoner identiska men i ilmenit upptar Fe2+ och Ti4+ joner omväxlande lager vinkelrätt mot den trigonala c-axeln.
Ren ilmenit är paramagnetisk (visar endast mycket svag attraktion till en magnet), men ilmenit bildar fasta lösningar med hematit som är svagt ferromagnetisk och därför märkbart attraheras av en magnet. Naturliga avlagringar av ilmenit innehåller vanligtvis sammanväxt eller utlöst magnetit som också bidrar till dess ferromagnetism.
Ilmenit särskiljs från hematit genom dess mindre intensivt svarta färg och mattare utseende och sin svarta streckfärg, och från magnetit genom sin svagare magnetism.

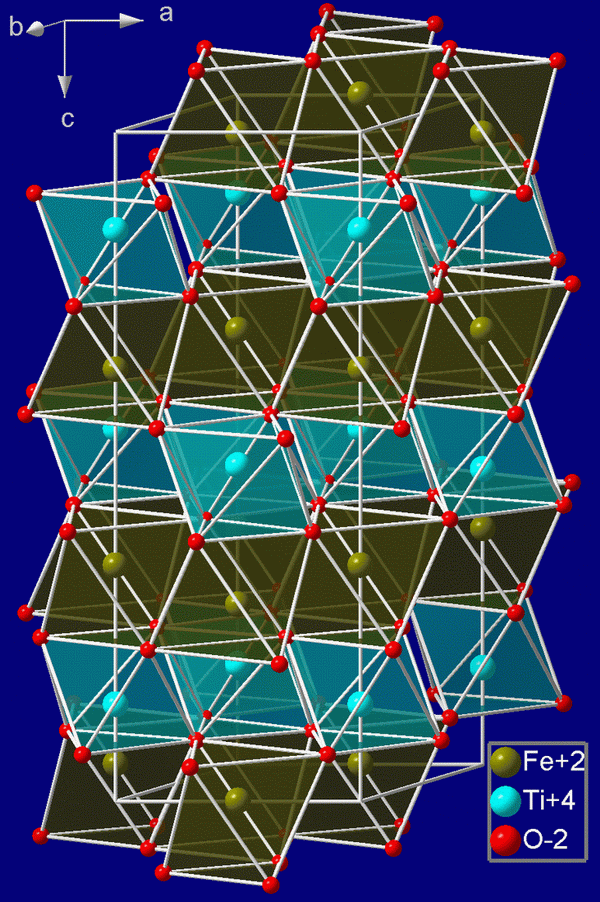
Kristallstruktur av ilmenit
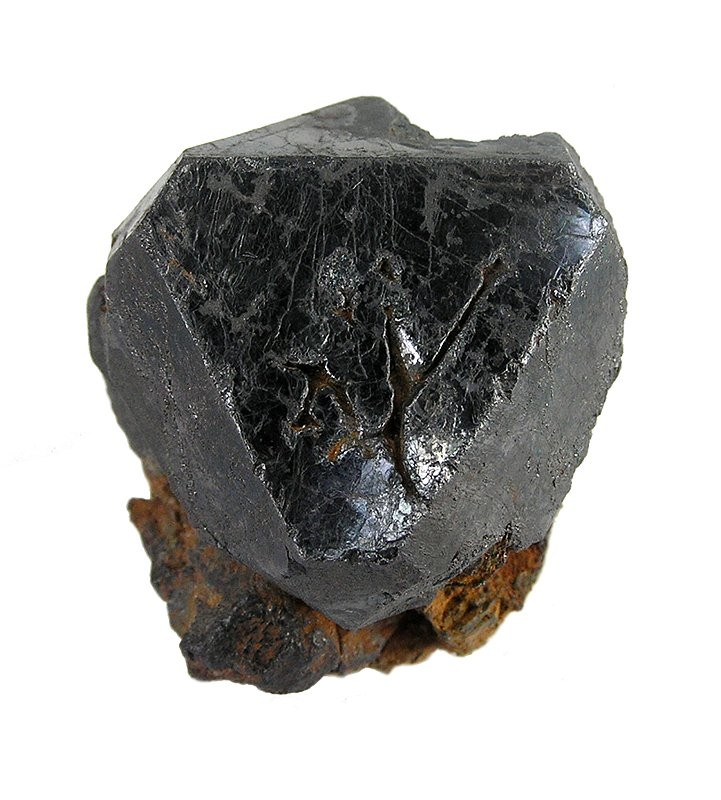
Ilmenit från Froland, Aust-Agder, Norge; 4,1 × 4,1 × 3,8 cm
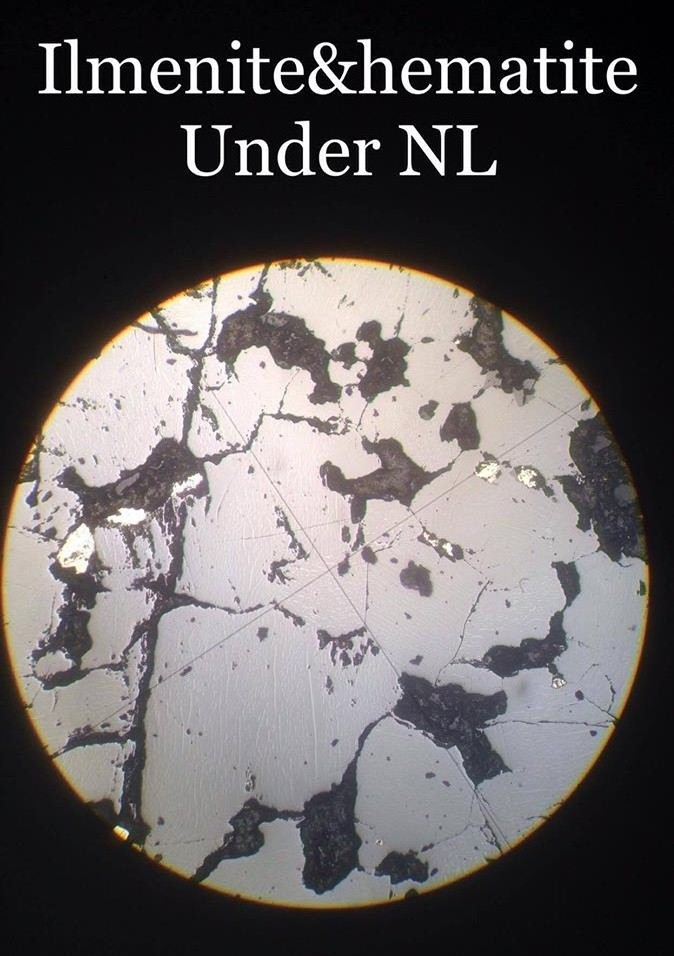
Ilmenit och hematit i normalt ljus
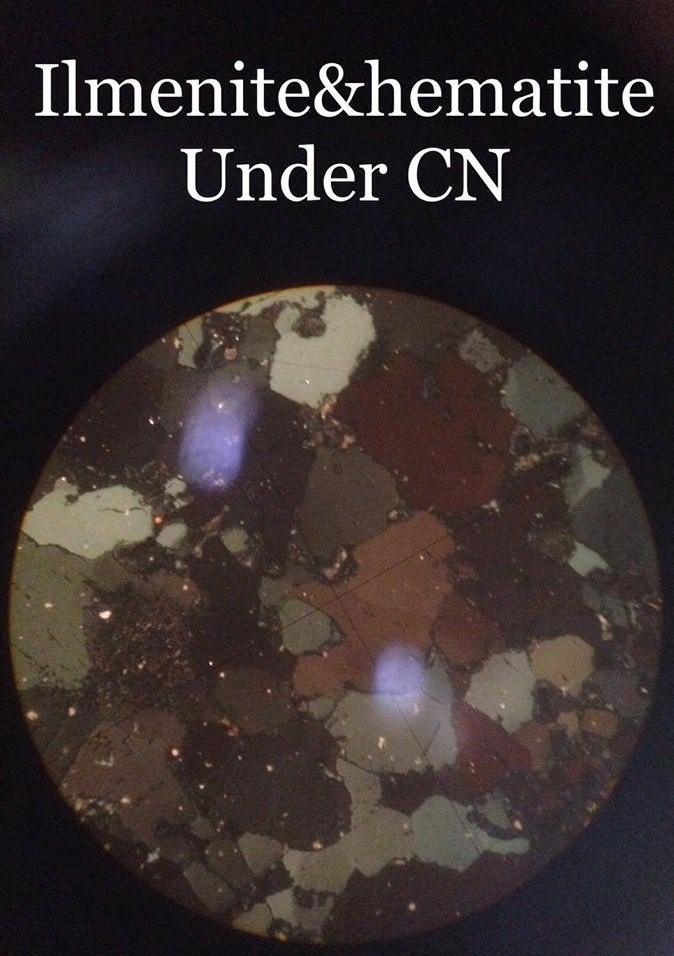
Ilmenit och hematit i polariserat ljus

## Förekomst, framställning och användning

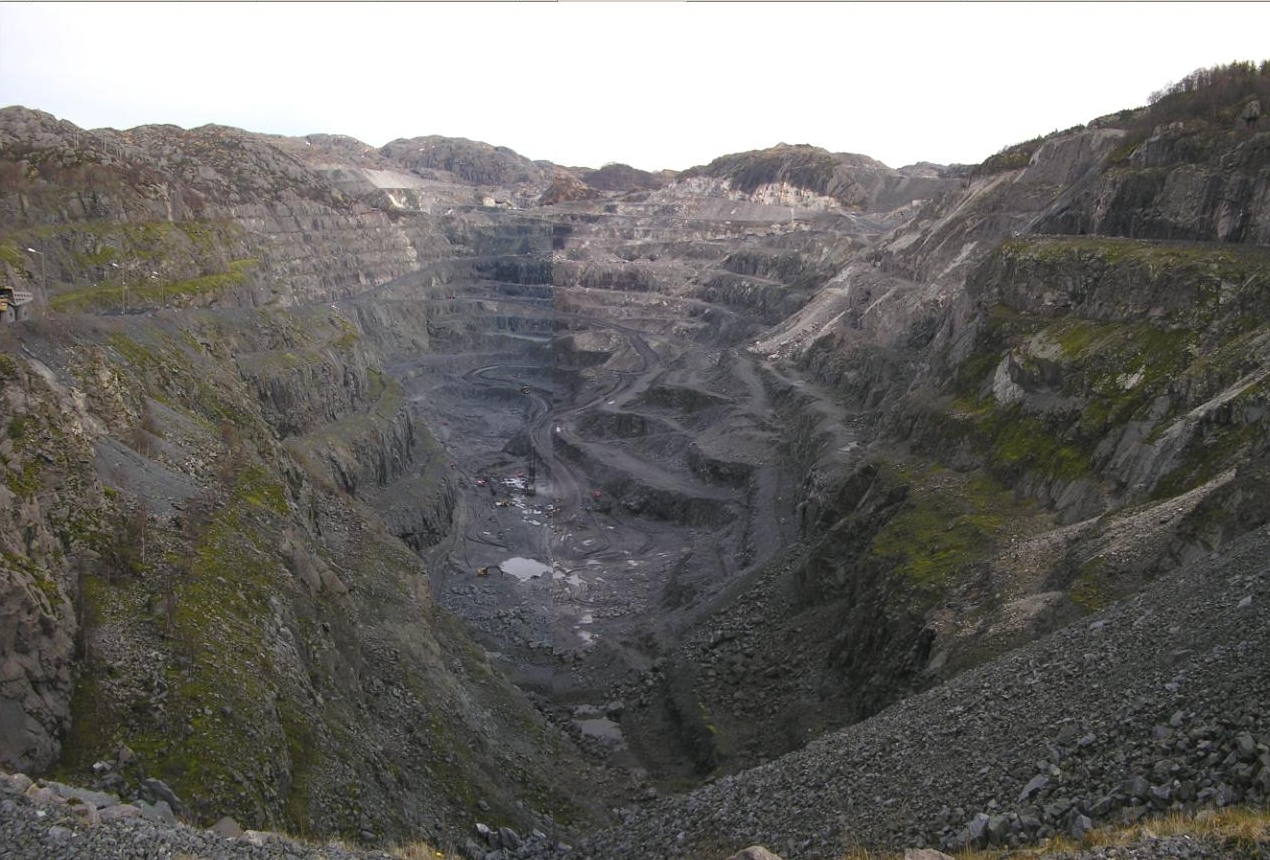
Tellnes ilmenitdagbrott, Sokndal, Norge

Ilmenit förekommer relativt riktligt i eruptiva bergarter i Skandinavien, Ryssland, Portugal, Kanada och USA. Det har även påträffats i stora mängder på månen.
Mest ilmenit bryts för produktion av titandioxid. Ilmenit och titandioxid används vid tillverkning av titanmetall.
Titandioxid används huvudsakligen som ett vitt pigment och den största användningen av TiO2-pigment är i målarfärg, ytbeläggningar, plaster samt i papper och kartong. Konsumtionen av TiO2 per capita i Kina är cirka 1,1 kg per år, jämfört med 2,7 kg för Västeuropa och USA.

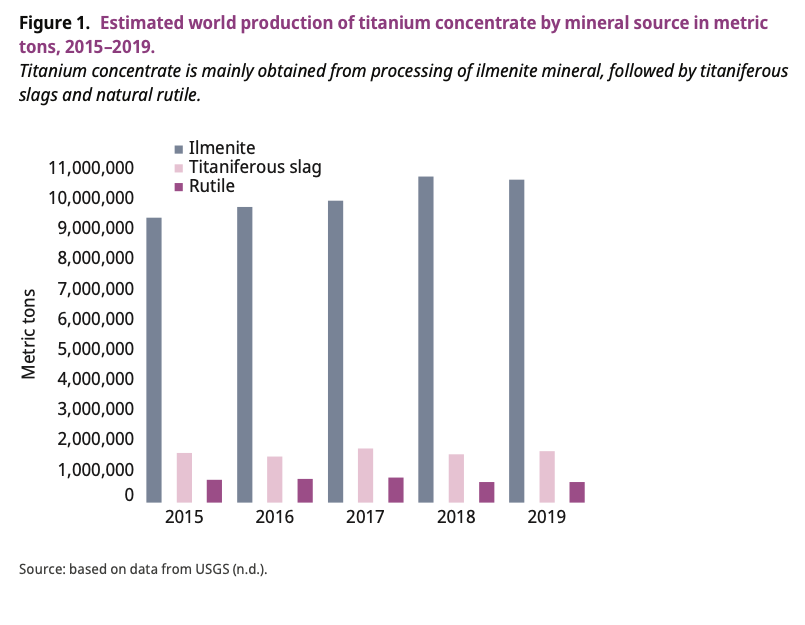
Beräknad världsproduktion av titankoncentrat per mineralkälla i metriska ton, 2015–2019. Titankoncentrat erhålls huvudsakligen från bearbetning av ilmenitmineral, följt av titanhaltiga slagg och naturlig rutil.

Titan är det nionde vanligaste grundämnet på jorden och representerar cirka 0,6 procent av jordskorpan. Ilmenit bearbetas vanligtvis för att erhålla ett titankoncentrat, som kallas "syntetisk rutil" om det innehåller mer än 90 procent TiO2, eller mer allmänt "titanhaltigt slagg" om det har en lägre TiO2-halt. Mer än 80 procent av den uppskattade globala produktionen av titankoncentrat kommer från bearbetning av ilmenit, medan 13 procent kommer från titanhaltiga slagg och 5 procent från rutil.
Ilmenit kan omvandlas till titandioxid av pigmentkvalitet via antingen sulfatprocessen eller kloridprocessen. Ilmenit kan också förbättras och renas till titandioxid i form av rutil med Becher-processen. 
Ilmenitmalmer kan också omvandlas till flytande järn och en titanrik slagg med hjälp av en smältprocess.
Ilmenitmalm används som flussmedel av ståltillverkare för att fodra eldfasta masugnshärdar.
Ilmenit kan användas för att producera ferrotitan genom en aluminiumtermisk reduktion.